# Habenaria trichaete
Habenaria trichaete är en orkidéart som beskrevs av Rudolf Schlechter. Habenaria trichaete ingår i släktet Habenaria och familjen orkidéer. Inga underarter finns listade i Catalogue of Life.